# Tartu Ülikool (basket-ball)
Le Tartu Ülikool korvpallimeeskond (« équipe de basket-ball de l’Université de Tartu »), connu sous le nom de Tartu Ülikool Maks & Moorits pour des raisons de sponsoring, est un club estonien de basket-ball basé à Tartu. Il fait partie du club omnisports de l’Université de Tartu.
C’est le club le plus titré du pays, avec un record de 26 titres de champion d’Estonie et 17 victoires en coupe nationale. Il a également remporté un championnat d’URSS et une Ligue adriatique .

## Historique du nom
- 1992 - 1994 : Raidor
- 1994 - 1995 : Tartu Gaas
- 1995 - 1997 : Tartu KK
- 1997 - 1999 : SK Polaris
- 1999 - 2001 : Tartu Ülikool-Delta (en)
- 2001 - 2011 : Tartu Ülikool/Rock (en)
- 2011 - 2012 : Tartu Ülikool
- 2012 - 2016 : Tartu Ülikool/Rock (en)
- 2016 - 2020 : Tartu Ülikool
- Depuis 2020 : Tartu Ülikool Maks & Moorits

## Palmarès
| Compétitions nationales | Compétitions internationales |
| Championnat d'Estonie (26) : - Champion : 1938, 1939, 1940, 1948, 1949, 1950, 1951, 1952, 1956, 1958, 1959, 1969, 1970, 1972, 1973, 1975, 1976, 1977, 1978, 2000, 2001, 2004, 2007, 2008, 2010, 2015 - Vice-champion : 2002, 2005, 2006, 2009, 2011, 2012, 2013, 2014, 2016, 2018, 2022, 2023, 2024, 2025 Coupe d'Estonie (17) : - Vainqueur : 1950, 1952, 1956, 1958, 1974, 1976, 1979, 2000, 2001, 2002, 2004, 2009, 2010, 2011, 2013, 2014, 2021 - Finaliste : 1996, 2002, 2006, 2007, 2008, 2016, 2017, 2024, 2025 | Championnat d'URSS (1) : - Champion : 1949 Ligue baltique : - Finaliste : 2016 Coupe de la ligue baltique (1) : - Vainqueur : 2010 - Finaliste : 2011, 2013, 2014 |

## Entraîneurs successifs
| Rang | Nom                | Période   |
| ---- | ------------------ | --------- |
| 1    | Aleksander Illi    | 1938      |
| 2    | Oskar Erikson (it) | 1939-1940 |
| 3    | Edgar Naarits (et) | 1948-1955 |
| 4    | Ernst Ehaveer (et) | 1956-1983 |
| 5    | Arne Laos (et)     | 1983-1992 |
| 6    | Jüri Neissaar      | 1992-1997 |
| 7    | Teet Laur          | 1997-2000 |
| 8    | Jüri Neissaar      | 2000-2003 |
| 9    | Tõnu Lust          | 2003-2005 |
| 10   | Paavo Russak (et)  | 2005-2006 |

| Rang | Nom                  | Période   |
| ---- | -------------------- | --------- |
| 11   | Algirdas Brazys (lt) | 2006-2007 |
| 12   | Üllar Kerde (en)     | 2007-2008 |
| 13   | Indrek Visnapuu (en) | 2008-2012 |
| 14   | Gert Kullamäe        | 2012-2017 |
| 15   | Priit Vene (et)      | 2017-2020 |
| 16   | Nikolajs Mazurs (en) | 2021-2023 |
| 17   | Gundars Vētra        | 2023-2024 |
| 18   | Priit Vene (et)      | 2024      |
| 19   | Aivar Kuusmaa        | 2024-     |

## Joueurs célèbres ou marquants
- Giorgi Tsintsadze
- Viktor Sanikidze
- Justin Ingram

## Historique du logo

Évolution du logo
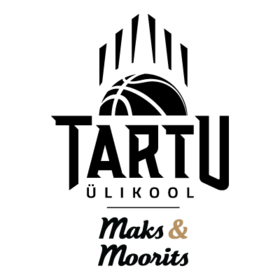
Depuis 2020